# Jardines del Humaya
Koordinaten: 24° 45′ 26″ N, 107° 21′ 37″ W
Der Friedhof Jardines del Humaya liegt am südlichen Stadtrand von Culiacán, der Hauptstadt des mexikanischen Bundesstaates Sinaloa. Er wurde 1966 eröffnet.
Lamberto Quintero Payan, ein 1976 ermordeter Marihuana-Schmuggler, war der erste bekannte Drogenhändler, der auf diesem Friedhof begraben wurde. Unterdessen wurde der Pantéon Jardines del Humaya zur letzten Ruhestätte für zahlreiche mexikanische Drogenbosse (Arturo Beltrán Leyva, 1961 - 2009; Ignacio Coronel,1954 - 2010) und Angehörige von Drogenkartellen (Ehefrau und 2 Kinder von Héctor Luis Palma Salazar, alias El Güero).
Die prunkvollen, teilweise mehrere Stockwerke umfassenden Grabmäler legen Zeugnis ab vom Reichtum der dort bestatteten Narcos. Die "Stadt in der Stadt" gilt als Beispiel sowohl für die Narco-Architektur wie auch für den mexikanischen Todeskult.